# Lusitanian Metal
Lusitanian Metal è un album dal vivo del gruppo musicale gothic metal portoghese Moonspell, pubblicato nel 2008 dalla Century Media.

## Il disco
La registrazione, intitolata "Live at the City of Ravens", testimonia l'esibizione dal vivo della band al Metalmania di Katowice, in Polonia, nel 2004.

## Edizioni
È stato pubblicato anche insieme alla versione video, inclusa nel primo DVD dell'omonimo Box-set.

## Tracce
1. Intro – 1:16
2. In and Above Men – 3:12
3. From Lowering Skies – 6:27
4. Alma Mater – 3:30
5. Vampiria – 5:26
6. The Southern Deathstyle – 5:01
7. Everything Invaded – 6:23
8. Opium – 2:56
9. Devilred – 3:39
10. Abysmo – 4:34
11. Ruin & Misery – 4:11
12. Mephisto – 5:43
13. Full Moon Madness – 6:39

## Formazione

### Gruppo
- Fernando Ribeiro – voce
- Ricardo Amorim – chitarra
- Pedro Paixão – tastiere, chitarra
- Mike Gaspar (Miguel Gaspar) – batteria
- Aires Pereira – basso

## Lusitanian Metal (video)
Lusitanian Metal è uscito anche nell'edizione video e, oltre all'intera performance registrata al festival Metalmania di Katowice (Polonia) del 13 Marzo 2004, nel primo disco propone anche i videoclip risalenti al periodo Century Media e un'intervista. Mentre, sul secondo disco sono presenti filmati di concerti che vanno dagli albori della band fino al 2005.

## Tracce

### DVD 2

#### Small Hours – The Early Days (1992-1994)
- Live Rehearsals
- Moonspell's First Show
- Supporting Cradle of Filth

#### Strange Are the Ways of the Wolfhearted Tour (1995-1996)
- Supporting Napalm Death

#### Perverse Almost Religious Tour (1996-1997)
- Krakow 1996
- Dortmund 1996

#### It's A Sin Tour (1997-1999)
- Coliseu 1998
- Ermal 1999

#### The Butterfly Effect Tour (2000-2001)
- Coliseu 2000

#### Darkness and Hope Tour (2001-2003)
- Release Party for "Darkness and Hope"
- Ermal 2002

#### Spreading the Eclipse Tour (2003-2005)
- With Full Force 10th Anniversary
- Istanbul 2004
- Athens 2004
- Hard Club 2004
- Tejo 2005